# Alberto Dávila Zavala
Alberto Dávila Zavala (Trujillo, 14 de abril de 1912- Lima, 14 de septiembre de 1988) fue un pintor peruano.

## Biografía
Estudió en la Escuela Nacional de Bellas Artes entre 1949 a 1953, trabajando al lado de artistas como Juan Manuel Ugarte Eléspuru, Alejandro González Trujillo, Ricardo Grau, Sabino Springett y el belga Jacques Maes. En su alma máter fue profesor principal del curso de pintura a partir de 1956, ejerciendo un largo e influyente magisterio, para luego ejercer la dirección entre 1979 a 1980.
Dirigió la academia de pintura del Colegio San Pablo, un internado británico a las afueras de Lima, fundado por Juan Pardo Heeren. En dicho internado estudió Alfredo Bryce Echenique, quien después lo mencionaría en No me esperen en abril bajo el nombre de Amapola Ávila.
Participó en exposiciones nacionales como internacionales desde 1953, y se inició como pintor figurativo con representaciones folcloristas en toda la década de 1950. La abstracción llegó a ser el modo de arte preeminente en Perú en 1958, y estuvo estrechamente relacionada con el informalismo europeo y el expresionismo abstracto norteamericano. Dávila se interesó en un planteamiento cubista o lo que él denominó “pintura plana". En la década de 1960 pintó Pop Art y Action Painting, estilo que presentó en la VII Bienal de Sao Paulo, definiéndose finalmente hacia un expresionismo abstracto.
Como una manera de distinguir la abstracción peruana de sus equivalentes internacionales, artistas emplearon varios tipos de referencias al arte precolombino. Entre estos artistas abstractos fue Dávila, quien empezó a titular sus pinturas con palabras que evocaban culturas prehispánicas.

## Importancia
Su expresionismo abstracto es de rasgos siempre firmes, negros, prodigados con generosidad y los blancos tenues que refuerzan su pintura. Posteriormente su paleta se llena de toda las gamas de azules y verdes, con pequeños toques en contraste de extraordinario colorido. 

Su estilo evolucionó desde las representaciones bidimensionales de los tipos y las costumbres de su tierra nativa hasta el expresionismo abstracto, interpretando libremente imágenes y vivencias. Tanto en el aspecto temático como en el audaz empleo del color y el dominio de la técnica mixta, ha ejercido una notable influencia sobre las subsiguientes generaciones de artistas plásticos.
Alberto Tauro del Pino